# 内拉克区
内拉克区（法語：Arrondissement de Nérac）是法国新阿基坦大區洛特-加龍省的一个区。该区辖有58个市镇。 